# 阿利·莫里森
阿利·莫里森（英語：Allie Morrison，1904年6月29日—1966年4月18日），美国前男子摔跤运动员。他曾代表美国参加1928年夏季奥林匹克运动会摔跤比赛，获得男子自由式羽量级金牌。